# تاترشل
تاترشل (به انگلیسی: Tattershall) یک روستا و محله مدنی در بریتانیا است که در لیندسی شرقی واقع شده‌است. تاترشل ۶٫۹۱ کیلومتر مربع مساحت و ۲٬۸۳۴ نفر جمعیت دارد.